# Elijahu Revivo
Elijahu „Eli“ Revivo (hebrejsky אליהו „אלי“ רביבו‎‎; * 1973 Lod) je izraelský politik, od 15. listopadu 2022 poslanec Knesetu za Likud.

## Životopis
Narodil se v roce 1973 jako prvorozený syn Ja'akova a Ester. Od voleb v roce 1996 je aktivistou strany Likud. Pracoval také pro město Lod, než této práce zanechal kvůli tomu, že jeho bratr Ja'ir byl v roce 2013 zvolen starostou města.
V primárkách Likudu v roce 2022 se ucházel o 19. místo na kandidátce, které strana vyhrazuje pro obyvatele Šefely. Poté, co získal podporu bývalého starosty Lodu Pinchase Idana, získal 48 % hlasů a porazil bývalého šéfa štábu Benjamina Netanjahua Davida Šarona a člena městské rady Rechovotu Gaje Cura.

## Osobní život
Žije v Gedeře. Je ženatý s Miri a má tři děti.